# 里茲費里 (新罕布什爾州)
里茲費里（英語：Reeds Ferry）是位於美國新罕布什爾州希爾斯波羅縣的非建制地區。

## 歷史
里茲費里的郵局於1849年設立，其後於1975年停運。

## 地理
里茲費里所處的海拔為高於海平面57米（即188英呎），而該地所採用的時區為UTC-5，即北美东部时区（EST）。同時該地設有夏令時間，為UTC-5調快一小時，即UTC-4（EDT）。